# Jill Schoelen
Jill Schoelen (* 21. März 1963 in Burbank, Kalifornien) ist eine US-amerikanische Schauspielerin.

## Leben und Karriere
Schoelen ist eine Tochter der Modedesignerin Dorothy Schoelen. Sie lernte Schauspielkunst am Acting for Life Theatre in ihrer Heimatstadt. Schoelen debütierte neben Crispin Glover und Nicolas Cage in einer größeren Rolle im Fernsehfilm Best of Times (1981). In der Komödie Die Chaotenclique (1983) von Joel Schumacher war sie in einer kleinen Nebenrolle an der Seite von Adam Baldwin, Mr. T und Gary Busey zu sehen.
Im Fernsehdrama Happy Endings (1983) spielte Schoelen eine der größeren Rollen, für die sie im Jahr 1985 für den Young Artist Award nominiert wurde. Im Kriminaldrama Jungs außer Kontrolle (1985) spielte sie neben Emilio Estevez. Im Abenteuerfilm Abenteuer im Spielzeugland (1986) spielte Schoelen an der Seite von Keanu Reeves und Drew Barrymore.
Im Thriller The Stepfather (1987) spielte Schoelen die Rolle eines Teenagers, der dem Stiefvater (Terry O’Quinn) zunehmend misstraut. Für diese Rolle gewann sie im Jahr 1987 einen Preis des Sitges Festival Internacional de Cinema de Catalunya und wurde 1988 für den Young Artist Award nominiert. Im Horrorfilm Skinner …lebend gehäutet (1991) übernahm sie die Hauptrolle. Nach einer neunjähriger Pause trat sie in einer Hauptrolle im Kurzfilm She Kept Silent (2004) auf.
Ende der 1980er-Jahre war Schoelen einige Monate mit Brad Pitt, ihrem Filmpartner aus Todesparty II (1989), liiert. In den Jahren 1993–2001 war sie mit dem Komponisten Anthony Marinelli verheiratet. Aus der Ehe gingen zwei Söhne hervor.

## Filmografie
- 1981: Best of Times (Fernsehfilm)
- 1982: Unsere kleine Farm (Little House on the Prairie, Fernsehserie)
- 1983: Great Day (Fernseh-Kurzfilm)
- 1983: T. J. Hooker (Fernsehserie)
- 1983: Die Chaotenclique (D.C. Cab)
- 1983: Happy Endings (Fernsehfilm)
- 1985: Hot Moves
- 1985: Chiller – Kalt wie Eis (Chiller, Fernsehfilm)
- 1985: Thunder Alley – Straße des Donners (Thunder Alley)
- 1985: Jungs außer Kontrolle (That Was Then... This Is Now)
- 1986: Scherben des Lebens (Shattered Spirits, Fernsehfilm)
- 1986: Abenteuer im Spielzeugland (Babes in Toyland, Fernsehfilm)
- 1987: The Stepfather
- 1987: Beverly Hills Boys Club (Billionaire Boys Club)
- 1988: CBS Schoolbreak Special (Fernsehserie)
- 1989: The Bite / Venom – Das Gift der Hölle (Curse II: The Bite)
- 1989: Mord ist ihr Hobby (Murder, She Wrote, Fernsehserie)
- 1989: Todesparty II (Cutting Class)
- 1989: Das Phantom der Oper (Gaston Leroux´s The Phantom of the Opera)
- 1991: Skinner …lebend gehäutet (Popcorn)
- 1991: Rich Girl
- 1992: Operation Lookout – Schnappt den Gangster (Adventures in Spying)
- 1992: State of Mind
- 1992: The Heights – Rockin’ Friends (Fernsehserie)
- 1993: Stimme der Dunkelheit (When a Stranger Calls Back, Fernsehfilm)
- 1993: Wirbelsturm über Florida – Menschen in Angst (Triumph Over Disaster: The Hurricane Andrew Story, Fernsehfilm)
- 1994: Diagnose: Mord (Diagnosis Murder, Fernsehserie)
- 1994: The Last Days of Paradise (There Goes My Baby)
- 1996: Not Again!
- 2004: She Kept Silent (Kurzfilm)